# Новицкий, Иван Петрович
Иван Петрович Новицкий (1844, Тараща Киевской губернии — 31 июля (12 августа) 1890) — российский историк, журналист и этнограф.

## Биография
Происходил из старинного русского дворянского рода Киевской губернии; его отец служил в уездном суде в Тараще, где в 1844 году и родился Иван Новицкий.
Учился во 2-й Киевской гимназии, однако выбыл из пятого класса по болезни. Самостоятельно подготовился и сдал гимназические экзамены, что позволило поступить в Университет Святого Владимира, историко-филологический факультет которого он окончил. Работал в центральном архиве университета Св. Владимира, археографической комиссии, Киевском статистическом комитете и киевском отделении Императорского географического общества.
Центральный архив университета, учреждённый в 1852 году, до 1868 года находился в плачевном состоянии. Дело стало исправляться только с назначением архивариуса К. А. Царевского, который взял себе помощником И. П. Новицкого. Им было сделано около 10 описей актовых книг центрального архива; два тома материалов по истории крестьянства XV—XVIII веков (1877), в том числе «Очерк истории крестьянского сословия Юго-Западной России в XV—XVIII вв.» (1876) и «Адам Кисель — воевода киевский» (1885). Составил два развёрнутых указателя, личный (1878) и географический (1883), ко всем изданий Археографической комиссии начиная с 1844 года. Последний указатель представлял собой попытку историко-географического описания края. Составил «Справочный словарь юридических терминов древней актового языка Юго-Западной России» («Университетские известия»., Москва, 1871, № 8; 1872, № 3) — первый терминологический словарь украинского языка XV—XVII веков. Словарь содержит 465 статей к словам, которые бытовали в юридическом обращении того времени.
Напечатал множество статей в изданиях «Киевлянина», «Киевских губернских ведомостей», «Киевского телеграфа» и «Киевской старины». 
Участвовал в экспедиции Павла Чубинского, в ходе которой собрал около 5000 песен (опубликованы в пятом томе трудов экспедиции). Большое историко-этнографическое значение имела его публикация «Женщина и её положение в малороссийских народных песнях», вышедшая в альманахе «Киевлянка» (издавался редакцией газеты «Киевлянин») в 1889 году.
С началом издания «Киевской старины» был её постоянным сотрудником; в числе его больших публикаций: «Князья Ружинские» (апрель 1882) и «Адам Кисель, воевода киевский».
Умер 31 июля (12 августа) 1890 года.